# Carex scabrata
Carex scabrata är en halvgräsart som beskrevs av Ludwig David von Schweinitz. Carex scabrata ingår i släktet starrar, och familjen halvgräs. Inga underarter finns listade i Catalogue of Life.

## Bildgalleri

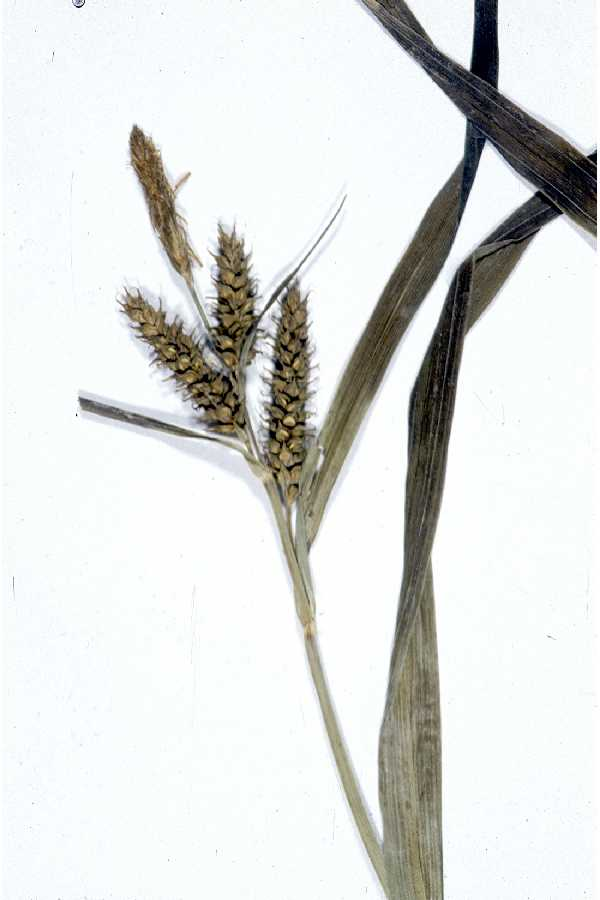
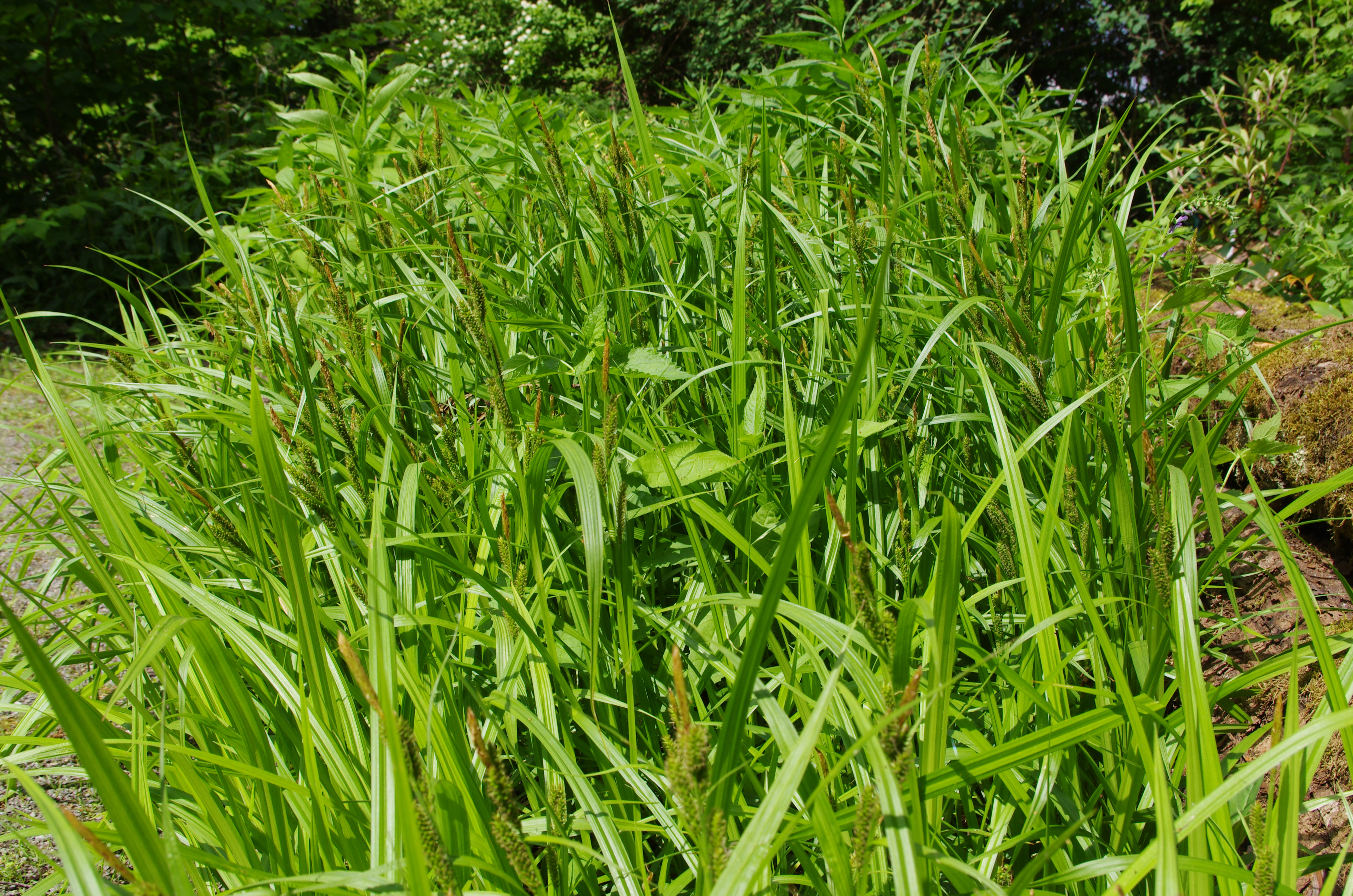
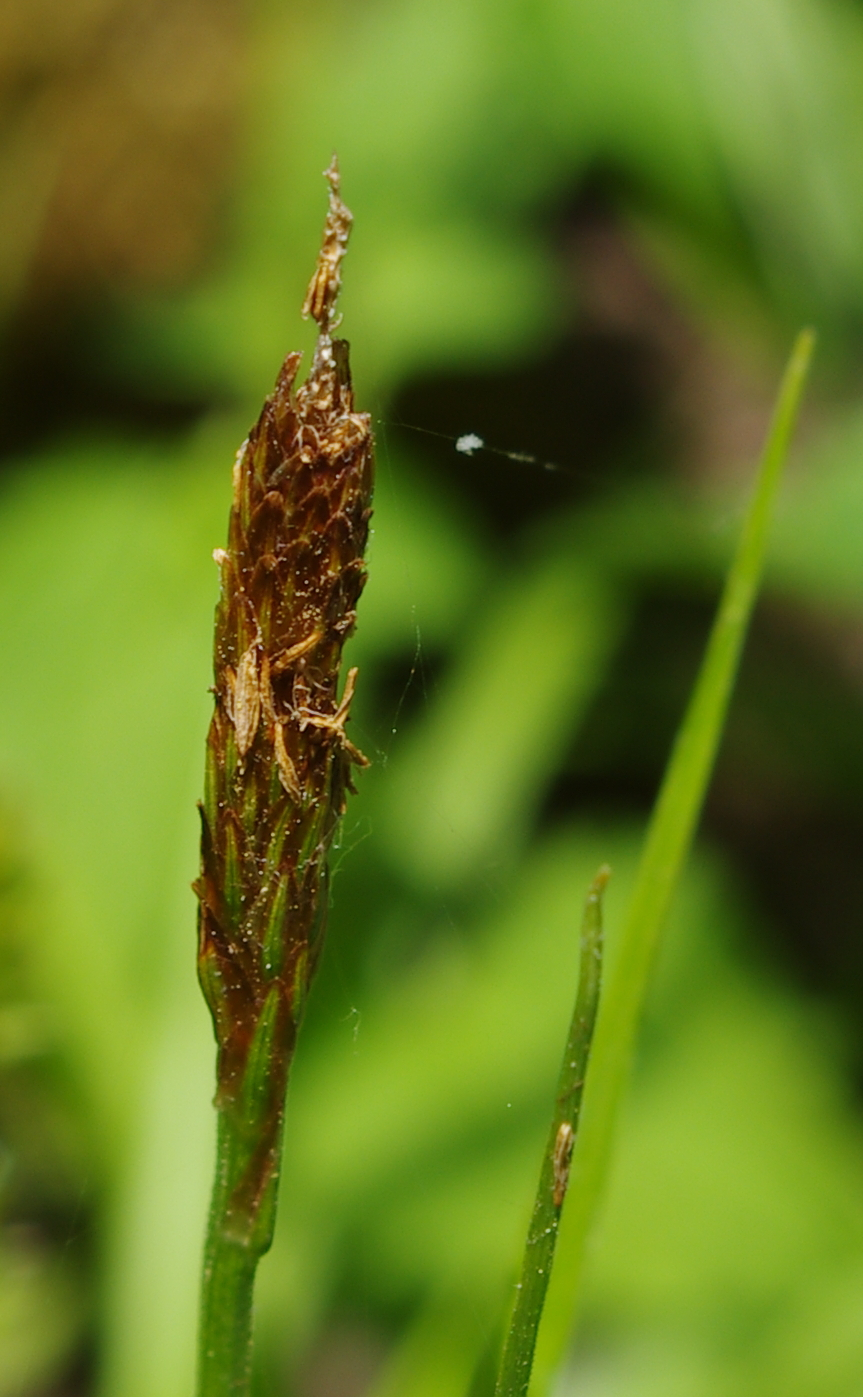